# 歌津北インターチェンジ
歌津北インターチェンジ（うたつきたインターチェンジ）は、宮城県本吉郡南三陸町歌津にある三陸沿岸道路（歌津本吉道路）のインターチェンジ (IC) である。
仙台方面出入口のみのハーフICである。なお、本ICのフル化のための事業が行われており、今後順調に進めば2025年（令和7年）度の全体完成を目指すとしている。

## 道路

### 本線
- E45 三陸沿岸道路（歌津本吉道路・20番）

### 接続する道路
- 国道45号

## 歴史
- 2019年（平成31年）
  - 1月21日：IC名称が「歌津北IC」で正式決定[4]。
  - 2月16日：歌津IC - 小泉海岸IC間開通に伴い供用開始[4]。

## 料金所
無料区間のため設置されていない。

## 周辺
- JR東日本気仙沼線 陸前港駅

## 隣
E45 三陸沿岸道路（歌津本吉道路）
(19) 歌津IC - (20) 歌津北IC - (21) 小泉海岸IC
- 当ICは仙台方面のみ出入りのハーフICのため、気仙沼・大船渡方面の利用はできない。